# Eufriesea duckei
Eufriesea duckei là một loài Hymenoptera trong họ Apidae. Loài này được Friese mô tả khoa học năm 1923.